# 393

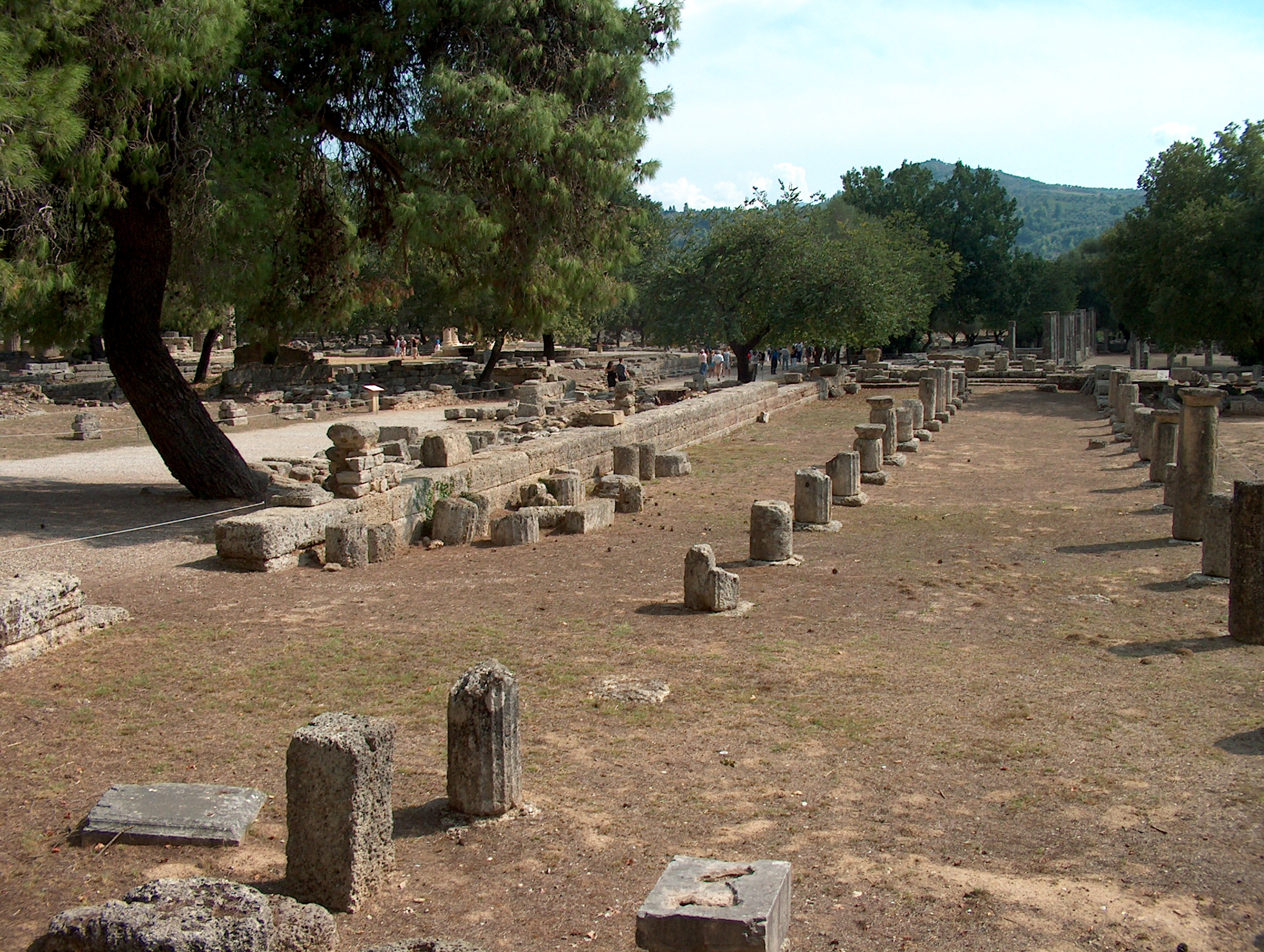
Overblijfselen van Olympia (Griekenland)

Het jaar 393 is het 93e jaar in de 4e eeuw volgens de christelijke jaartelling.

## Gebeurtenissen

### Klein-Azië
- 23 januari - Keizer Theodosius I benoemt zijn 8-jarige zoon Honorius tot medekeizer (augustus) van het West-Romeinse Rijk.
- Theodosius I verbiedt bij edict de Olympische Spelen, omdat het heidens karakter een bedreiging vormt voor het christendom.

## Religie
- Concilie van Hippo: In een bijeenkomst van de christelijke kerk, wordt de canon van de Bijbel zoals we die tegenwoordig kennen samengesteld.

## Geboren
- Theodoretus van Cyrrhus, bisschop en kerkvader (waarschijnlijke datum)

## Overleden
- Decimus Magnus Ausonius, Romeins dichter (waarschijnlijke datum)
- Libanius, Grieks retoricus en sofist